# Internationella Kongosällskapet
Internationella Kongosällskapet, egentligen Association internationale du Congo var en belgisk förening bildad 1879 av kung Leopold II av Belgien avsedd för verka för exploateringen av Kongo. Den ersatte Comité d'Études du Haut-Congo som hade bildats året innan som en del av Internationella Afrikasällskapet. Berlinkonferensen förklarade att föreningen hade rätt till Kongo, och den ombildades därför samma år till Kongostaten.